# 리닝 (기업)

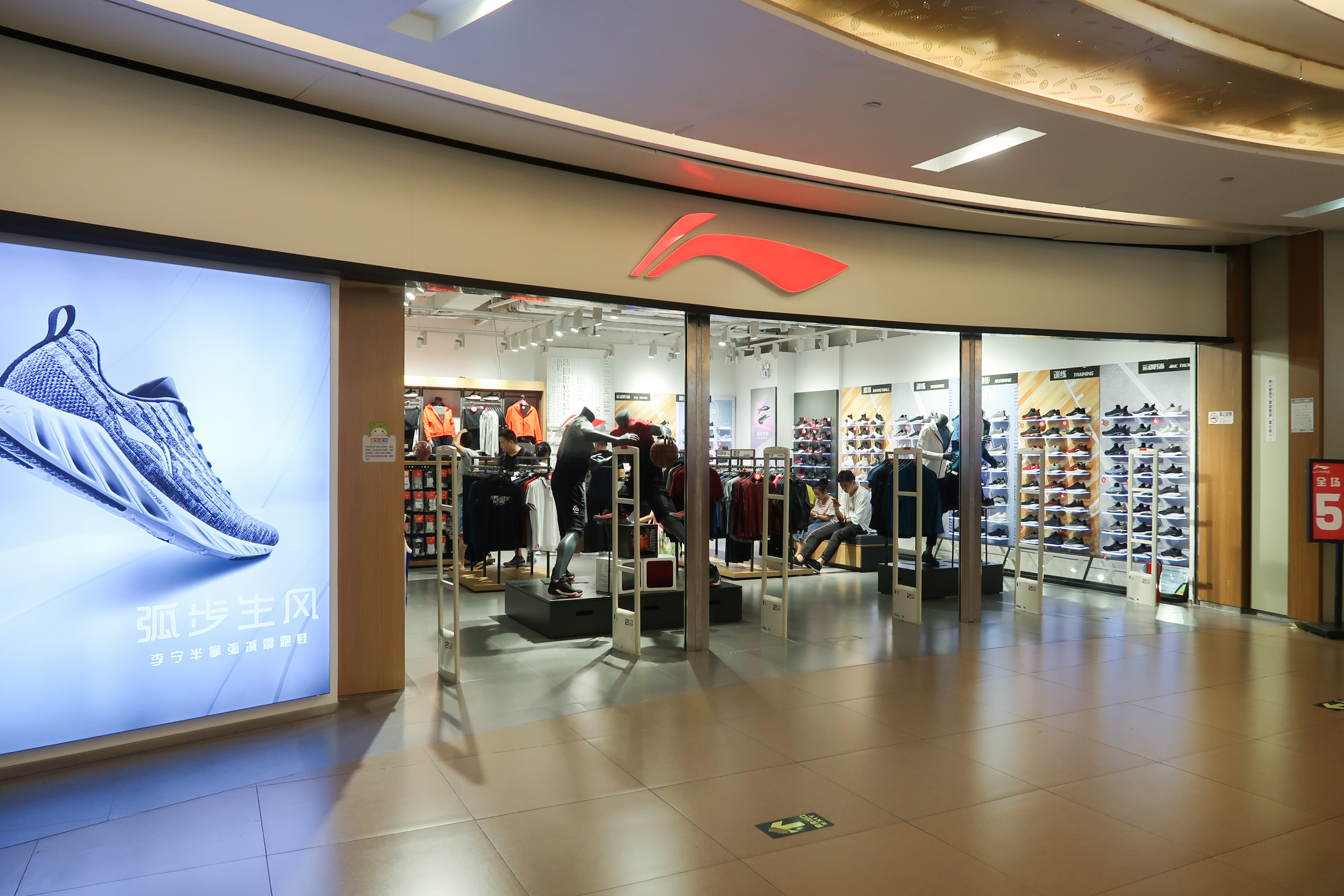
빙고 스페이스의 리닝

리닝(Li-Ning, 중국어: 李宁有限公司)은 전 올림픽 체조 선수 리닝이 설립한 중국의 운동복 및 스포츠 장비 기업이다. 이 기업은 전 세계 수많은 운동 선수들과 팀들을 홍보한다.

## 역사
1989년 전 올림픽 체조 선수 리닝에 의해 설립되었다. 2015년 기준으로 리닝은 이 기업의 의장으로 남아있다.
2010년 1월, 리닝은 오리건주 포틀랜드에 미국 본사와 플래그십 스토어를 열었다.